# Авиохемијски прибор
Авиохемијски прибор је систем за пуштање бојних отрова и задимљавање бојишта монтиран на авиону. Јавља се послије Првог свјетског рата, у вријеме наглог развоја бојних отрова и хемијских средстава борбе.
Основни дио а. је резервоар с димном материјом или бојним отровом. Распршивање се изводи на два начина. При једном, спољни ваздух се кроз вентил или цијев уводи у резервоар, и онда под притиском тјера материју ван кроз распршивач. Други начин је кориштење боце с компримираним ваздухом, угљендиоксидом и слично, из које се компримирани гас уводи у резервоар материје за распршивање, која онда излази кроз распршивач.
Резервоар а. се пуни димним материјама — раствор сулфоанхидрида, титантетрахлорид, етердихлоретил, силицијумтетрахлорид, монохлорбензол и друго. Као бојни отрови се користе пликавци — иперит, луизит.
Запремина прибора је 80-900 литара.
Задимљавање се изводи са 15-100 метара, а испуштање бојних отрова са 20-50 метара. Висина димне завјесе је 75-100, ширина до 300, дужина до 1500 метара, зависно од прибора.